# Savinjska marka
Savinjska marka (Marka na Savinji, nemško tudi Grofija Soune, Soun, Saunien i. pd.) je bilo območje Mejne marke v okviru Svetega rimskega cesarstva, ki je bila ustanovljena v drugi polovici 10. stoletja za zaščito cesarstva pred nevarnostmi iz vzhoda, predvsem stalnih vpadov Ogrov.

## Območje
Območje, ki ga je pokrivala Savinjska marka, je bilo celotno povodje reke Savinje, ki se je na jugu raztezalo preko reke Save in na vzhodu do reke Sotle. Na jugu se je marka raztezala na desni breg reke Sava vse do reke Krke, vključujoč območje okoli Višnje Gore. Med 14. in 16. stoletjem je bilo območje na desnem bregu Save poznano kot Slovenska marka, medtem ko je območje na levem bregu in Savinjska dolina med leti 1341 – 1491 postalo znano kot Celjska grofija. V 16. stoletju je bilo prvo območje priključeno v Vojvodino Kranjsko, drugo pa v Vojvodino Štajersko, s čimer se je zaključil razkroj marke, ki se je začel v 12. stoletju.

## Zgodovina
"Marko na Savi" zgodovinski viri omenjajo že leta 895; ni pa jasno ali je vključevala tudi Savinjsko dolino.

### Stara Savinjska (mejna) grofija
Prvič je Savinjska grofija omenjena v zgodovinskih listinah kot (nemško Sann-Grafschaft) 24. oktobra 980, ko je cesar Svetega rimskega cesarstva cesar Oton II. v Konstanci podaril grofu Viljemu za njegovo zvesto služenje v celoti svojo kraljevsko posest v "Rahvinovi grofiji" med hribovjem Dobrič, severno od Polzele (nem. Heilenstein) pri Celju, Stenicami jugovzhodno od Vitanja pri Lindeku in Breznim jugozahodno od Vitanja do posesti v lasti grofa Markvarda III. Eppenštajnskega in od tam do meje te grofije s Savinjsko grofijo. To je bila poznejše gospostvo krške škofije v Vitanju.
Marka je bila do leta 1002 podrejena Vojvodini Bavarski, in od takrat Vojvodini Koroški.
V tem času, med drugo fazo kolonizacije, sta cesarja Oton II. in Oton III. potrdila Salzburški nadškofiji posesti, ki jih je imela že iz karolinških časov, med drugimi tudi Brežice.

### Mejni grof Viljem
Naslednji mejni grof ali markiz je bil Viljem II. Savinjski tudi Breže-Selški, sin prej omenjenega grofa Viljema in mož Eme Krške. Cesar Henrik II. Sveti je na priporočilo cesarice Kunigunde, nadškofa Heriberta, kohlnskega elektorja, in škofa Eberharda I. (Bamberškega) dne 15. aprila 1016 Viljemu II. Savinjskemu podaril "v njegovi Savinjski grofiji 30 kraljevih hub v Kozjanski deželi, kot tudi vso kraljevo posest na območju med rekami Sava, Savinja, Sotla in Mirna. To so kasnejša gospostva Podčetrtek, Pilštanj, Bizeljsko in Mokronog, ki jih je posedovala Krška škofija vključujoč Rogatec, Planina pri Sevnici, Podsreda in Kunšperk.
Leta 1025 je bila »Slovenska marka na Savinji« izločena iz Vojvodine Koroške.
Na prošnjo kraljice Gisele in nadškofa Ariba iz Mainza je kralj Konrad II. 11. maja 1025 v Bambergu podaril Viljemu II. Savinjskemu 30 kraljevih hub v njegovi grofiji Savinjski med rekami Koprivnico, Hudinjo) in Voglajno), ter na Kranjskem med rekama Krko in Savo z vso kraljevo lastnino v hribih, dolinah in gozdovih.
Na prošnjo takrat že cesarice Gisele, in sina Henrika ter Oglejskega patriarha Poppa je cesar Konrad II. dne 30. decembra 1028 v Augsburgu mejnemu grofu Viljemu podaril (ali potrdil njegove posesti) 30 kraljevih hub v vasi Kozje villa Traskendorf (Kozjansko deželo) in posesti, ki jih je podaril njegov predhodnik Henrik II. med Savo in Savinjo, Sotlo in Mirno v Savinski grofiji; dodatno mu je podaril še 30 hub v isti grofiji med Koprivnico, Hudinjo in Voglajno in med Krko in Savo.
Leta 1036 je mejnega grofa Viljema II. iz maščevanja ubil odstavljeni vojvoda Koroške Adalbero Eppensteinski. Po tem so Savinjsko marko imeli grofje Ebersberški, ki so gospodovali tudi na Kranjskem kot kranjski mejni grofje.

### Podaritve groficeEme Krške
Grofica Ema Krška je po smrti svojega moža in dveh svojih sinov podedovala ogromno posest, ki je bila njena Alodialna posest, ki jo je uporabila za izgradnjo številnih cerkva in dveh samostanov. Najprej je 6. januarja 1043 na salzburškega škofa Baldvina prenesla nekaj svoje posesti na Koroškem in gospostvo Brestanica (nemško Reichenburg) na južnem robu svoje posesti v Savinjski marki in v zameno dobila župnijske pravice za pred tem zgrajeno Janezovo cerkev v Krki. Istega leta je ustanovila benediktinski ženski samostan s svojo Marijino cerkvijo. Na samostan je 15. avgusta 1043 prenesla (podarila) vso svojo posest v Savinjski marki, razen štirih vasi: Hudinje in Trnovlja (pri Celju) in Kameno in Srževica (pri Ponikvi) (nemško "Terenperch", Köttnig/Kötting, "Steindorf" in Sirdosege), ki jih je po svojem advokatu Preslavu verjetno prepustila sorodnikom, ki se kasneje pojavljajo kot gospodje Vojniški. Ema sama je stopila v ustanovljen samostan in umrla leta 1045. Po njeni smrti je bil samostan v Krki leta 1070 ukinjen, ko je papež Aleksander II. salzburškemu nadškofu Gebhardu dal dovoljenje za ustanovitev škofije na Koroškem. S samostanom povezana posest, ki je najprej prešla na salzburško nadškofijo in leta 1072, ko je nadškof ustanovil sufragansko škofijo – Krško škofijo, na novoustanovljeno škofijo.

### Vzpon Askvincev
Askvin je svojo kariero zgradil kot verjetni sorodnik Heme Selško-breške in kot njen odvetnik oziroma kot odvetnik njenega moža Viljema II.- in sicer za samostan Krka. Po smrti Viljema II. in njegovih dveh sinov je ovdovela Hema del velike dediščine prepustila sorodnikom, med drugim tudi Askvinu. Askvinska rodbina je imela v svojih rokah dele Savinjskega ozemlja  in tako je bil Askvinov vnuk Starkhand II. okrog leta 1103 mejni grof v Savinjski krajini, že prej pa odvetnik krške cerkve.

### Zaton Askvincev
Za časa Starkhanda II. se je v nemških deželah med cesarjem in papežem vnel boj za investituro. V nasprotju s Spanheimi so se tedaj Askvinci znašli na udaru, saj so podpirali cesarjevo stran: posledice političnega preobrata so bile za njih najverjetneje katastrofalne- verjetno so izgubili skoraj celotno posest, ki naj bi jo prevzeli Spanheimi, zavezniki salzburškega nadškofa Konrada I. Med drugim jih je Bernard Mariborski leta 1106 pregnal iz Dravske pokrajine. Askvinci so se še nekaj časa obdržali na Kranjskem, kjer je deloval Starkhandov brat grof Wergand, ki je bil pred letom 1131 tudi odvetnik krške cerkve. Wergand je imel sinove Henrika Prisa, Dietrika in Majnhalma ter hčer Hemo, ki je bila poročena z grofom Wolfradom.
Poleg navedenih velikih posestnikov v Savinjski dolini je posest pridobil tudi svobodni gospod Kager, grofje Bogenski, Vovbrški grofje, Žovneški svobodni gospodje ter Vojniški svobodni gospodje. 
Verjetno leta 1105, gotovo pa pred 1122, je Askvinski mejni grof Starkhand umrl. Omenjenega najdemo z bratom Ulrikom leta 1103 kot priči v dokumentu s katerim je koroški vojvoda Henrik III. Eppenštajnski obdaril Samostan svetega Lambrehta; njegov naslednik je bil Günther, sin Vovbrškega grofa Pilgrima iz Hohenwart-Pozzuolo, poslednji mejni grof Savinjske marke (marchio de Cylie). Po njegovi smrti leta 1137 ali 1144 se nosilec naslova mejnega grofa Savinjske ne pojavlja več. V tem času so gospostvo Laško pridobili Spanheimi iz Trušenj.

### Otokarji
Leta 1147 je v drugi križarski vojni umrl grof Bernard Spanheimsko-Trušenjski pripadnik rodbine Spanheimov, grof v koroških Trušnjah, mejni grof (markiz) Podravske krajine, odvetnik samostana Šentpavel, ki je imel v posesti gospostva Laško, Žalec (nemško »Sachsenfeld«) in Grad Žaženberk (nemško »Sachsenwart«). Tudi te posesti skupaj z mnogimi drugimi je v oporoki prepustil svojemu varovancu in nečaku Otokarju III. Štajerskemu, ki je bil štajerski mejni grof ali markiz. Tako je nastala strnjena posest štajerskega deželnega gospoda, ki se je raztezala ob Savinji od Celja do Save in ob Savi preko Trbovelj, ter naprej ob toku reke Save do Sevnice. Razdeljena je bila na veliko gospostvo Laško in na Žalec, Žaženberk, (nemško Sachsenwart) in Vojnik (nemško Hochenegg). Na tej posesti so bili kasneje zgrajeni še gradovi  Klausenstein nad Zidanim Mostom in  Freudeneck kot tudi Urad Radeče (nemško Ratschach) na Kranjski strani Save.
Na posesti je izpričan Štajerski urad že od leta 1182 in od leta 1227 se je ta dvor Laškega gospostva raztezal preko Save do vključno Svibna (nemško Schärfenberg), ki je dokumentirano spadal pod Laško od leta 1287. 

### Češka kraljevina
Po zavzetju Kranjske marke, Slovenske marke in Savinjske doline leta 1269, je češki kralj Otokar II. v kraljevino Češko vključil tudi območje Savinske marke.

### Habsburžani
Ker je Rudolf na osnovi odloka državnega zbora 1274 zahteval, naj češki kralj Otokar II. Přemysl vrne babenberško-spanheimske posesti, je prišlo med njima do vojne. Otokar se je z dunajskim mirom 1276 odrekel Avstriji, Štajerski, Koroški in Slovenski marki v korist Rudolfu, ki jih je dal v upravljanje grofu Majnhardu Goriškemu.
Rudolf je dokončno dobil te pokrajine, ko si jih je Otokar hotel spet prilastiti, ter bil ubit v bitki na Moravskem polju 1278. Leta 1282 je dal Rudolf svojima sinovoma Albrehtu in Rudolfu v fevd Avstrijo, Štajersko, Kranjsko in Koroško pod pogojem, da se odrečeta Koroški, ki jo je upravljal Majnhard II. Goriško-Tirolski.
Okoli leta 1300 so grofje Vovbrški (izumrli leta 1322) pridobili gospostvo Celje, center marke. Šele okoli 1300 so na moči in pomenu v Savinjski dolini začeli pridobivati svobodni gospodje Žovneški.

### Savinjska dolina priključena Štajerski
Leta 1311 se je koroški vojvoda Henrik Koroški iz dinastije goriških grofov, da bi se otresel Habsburžanov, odstopil Savinjsko marko na obeh straneh Save Štajerski, ki so jo imeli Habsburžani. S tem je tudi formalno prenehala Savinjska marka.